# Електронний ніс
Електронний ніс — електронний прилад, призначений для визначення запахів або присмаків.
За останнє десятиліття «електронні сенсорні» або «e-сенсорні» технології дуже розвинулись з технічної та комерційної точок зору. Термін «електронний сенсор» означає здатність відтворювати людські почуття при використанні сенсорних масивів і відповідних систем розпізнавання. Починаючи з 1982 року проводилися дослідження з розвитку технології електронного носа, який зміг би виявляти і розпізнавати запахи і присмаки. Етапи процесу розпізнавання аналогічні людському нюху: виконується ідентифікація, порівняння, кількісне визначення і інші процеси, включаючи зберігання і пошук даних. Однак гедоністичні оцінки специфічні тільки для людського носа, оскільки пов'язані з суб'єктивною думкою. Ці пристрої пройшли серйозний розвиток і використовуються в промислових цілях.

## Інші технології аналізування запахів
У всіх галузях промисловості оцінка запаху зазвичай проводиться або аналізатором людських сенсорів, або хромосенсорами, або за допомогою газової хроматографії. Останній метод дає інформацію про леткі органічні сполуки, але кореляція між аналітичним результатом і реальним сприйняттям запаху не є прямою через потенційну взаємодію між декількома компонентами запаху.
У детекторі запаху «Wasp Hound» механічний елемент — це відеокамера, а біологічний елемент складається з п'яти бджіл, які натреновані збиратися в рій при наявності певної хімічної речовини.

## Історія
Вчений Олександр Белл популяризував думку про те, що запах важко вимірюється. У 1914 р. він заявив:
|                  | Оригінальний текст (англ.) Did you ever measure a smell? Can you tell whether one smell is just twice strong as another? Can you measure the difference between two kinds of smell and another? It is very obvious that we have very many different kinds of smells, all the way from the odour of violets and roses up to asafetida. But until you can measure their likeness and differences, you can have no science of odour. If you are ambitious to find a new science, measure a smell. Чи можете Ви якось виміряти запах? Чи можете Ви якимось чином виміряти різницю між різними запахами? Очевидно, що існують різноманітні запахи — від запаху фіалок і троянд до запаху асафетиди. Але доки Ви не можете вимірювати їх схожість і відмінність, запахи залишаються поза наукою. Якщо у Вас великі амбіції і Ви хочете заснувати нові наукові дослідження — виміряйте запах. |
| — Александр Белл | |

 Через десятиліття після цього висловлювання така наука не з'явилася, вона не існувала до 1950-х, і після цієї дати прогрес був незначний.

## Принцип дії електронного носа
Електронний ніс розроблявся як пристрій, що імітує роботу органів нюху людей — тобто, він не поділяє окремі компоненти, що створюють запах, а реагує на їх сукупність в цілому. Пристрій складається з пристосування для відбору проб повітря, датчиків, і пристрої обробки їх сигналів. Обробка сигналів датчиків призначена для отримання «загальної картини» впливу, так щоб результат обробки на виході давав сигнал, характерний саме для даного запаху.
Основними частинами пристрою є пробовідбірна система, блок детекторів і блок обробки сигналів.
Пробовідбірна система забезпечує отримання повітря з летючими хімічними сполуками, і його транспортування в блок детекторів. Вона повинна забезпечити стабільні умови роботи блоку детекторів.
Для виявлення складу компонентів, що утворюють запах, використовується група датчиків, які по-різному реагують (змінюють свої електричні властивості) як на одну і ту ж речовину при різних концентраціях, так і на різні речовини при однакових концентраціях.
У більшості подібних пристроїв кожен з різнорідних датчиків реагує на будь-яку летку речовину — але по-своєму. Різнорідні сигнали датчиків, що виходять при адсорбції молекул газів, відправляються в обчислювальний блок, де вони обробляються відповідно до статистичної моделі.. А в біоелектронних носах використовується інший підхід: застосовують білки (proteins), що реагують на конкретні молекули, що створюють запах.
У біоелектронному носі використовуються нюхові рецептори — білки, клоновані з біологічних організмів (наприклад — з людей), які пов'язують певні молекули з запахом. Одна група розробила біоелектронних ніс, який імітує орган нюху людини, і домоглася дуже високої чутливості — пристрій реагував на фемто-молярні концентрації.
Для електронних носів найчастіше використовують:
- метало-оксидні напівпровідники (MOSFET) — транзистори, які підсилюють або подають / не подають електронні сигнали. Вони працюють за рахунок того, що молекули, які потрапляють в датчик, можуть мати або позитивний, або негативний заряди, і це прямо впливає на електричне поле всередині датчика. Попадання в детектор ззовні кожної додаткової електрично зарядженої частинки по різному впливає на транзистор, і змінює його сигнал так, що останній може бути оброблений комп'ютером для розпізнавання впливу. Фактично, кожна молекула є подібним пристроєм речовини дасть свій неповторний сигнал, який може бути оброблений і розпізнаний комп'ютером.
- Електропровідні полімери — органічні полімери, які можуть пропускати електричний струм.[9]
- Полімерні композиційні матеріали схожі на електропровідні полімери, але виготовляються з не електропровідних полімерів з додаванням електропровідних матеріалів (наприклад — сажі).
- Кварцові мікроваги — вимірюють поверхневу масу (маса на одиницю площі) за рахунок вимірювання частоти (коливань) кварцового кристалічного резонатора. Результати вимірювань (для еталонних зразків) можуть записуватися, і потім використовуватися для порівняння з новими результатами.
- Поверхневі акустичні хвилі (SAW) — клас мікроелектромеханічних систем (MEMS), що використовують модуляцію поверхневих акустичних хвиль для реагування на зовнішній фізичний вплив.[10]

У деяких пристроях використовуються різні типи датчиків, об'єднані в один пристрій, наприклад — покриті полімером кварцові мікроваги QCMs. Використання сигналів від різнорідних датчиків дозволяє підвищити точність і чутливість пристрою.
В останні роки були розроблені електронні носи, що використовують мас-спектрометрію або надшвидку газову хроматографію для виявлення молекул летких з'єднань.
При обробці сигналів використовується комп'ютер. Він проводить загальний аналіз сукупності сигналів, і видає результат у такому вигляді, який можна легко інтерпретувати. Крім того, результати вимірювань, зроблених за допомогою електронного носу, можна пов'язати з результатами вимірів, зробленими іншими способами (sensory panel, газової хроматографії, хромато-мас-спектрометрією). Для аналізу результатів використовуються різні системи їх інтерпретації, в тому числі: штучні нейронні мережі (ANN), нечітка логіка та ін.

## Проведення аналізу
Спочатку електронний ніс повинен бути «натренований» — він повинен розпізнавати еталонні зразки так, щоб у нього була база даних для подальшого порівняння. Потім пристрій може розпізнавати нові запахи, порівнюючи сукупність сигналів датчиків з тими сигналами, які були записані в базу даних при «обнюхуванні» еталонних зразків. Це порівняння дозволяє провести кількісний або якісний аналіз. При цьому може виникнути проблема, оскільки багато запахів утворюються різними молекулами, і при обробці сигналів може статися помилка за рахунок реєстрації сигналів різних молекул як різних сумішей — а це не відповідає головній функції носа, і призводить до некоректного і неточного результату.

## Застосування
Електронний ніс може використовуватися в науково-дослідних лабораторіях, лабораторіях контролю якості і на виробництві для:

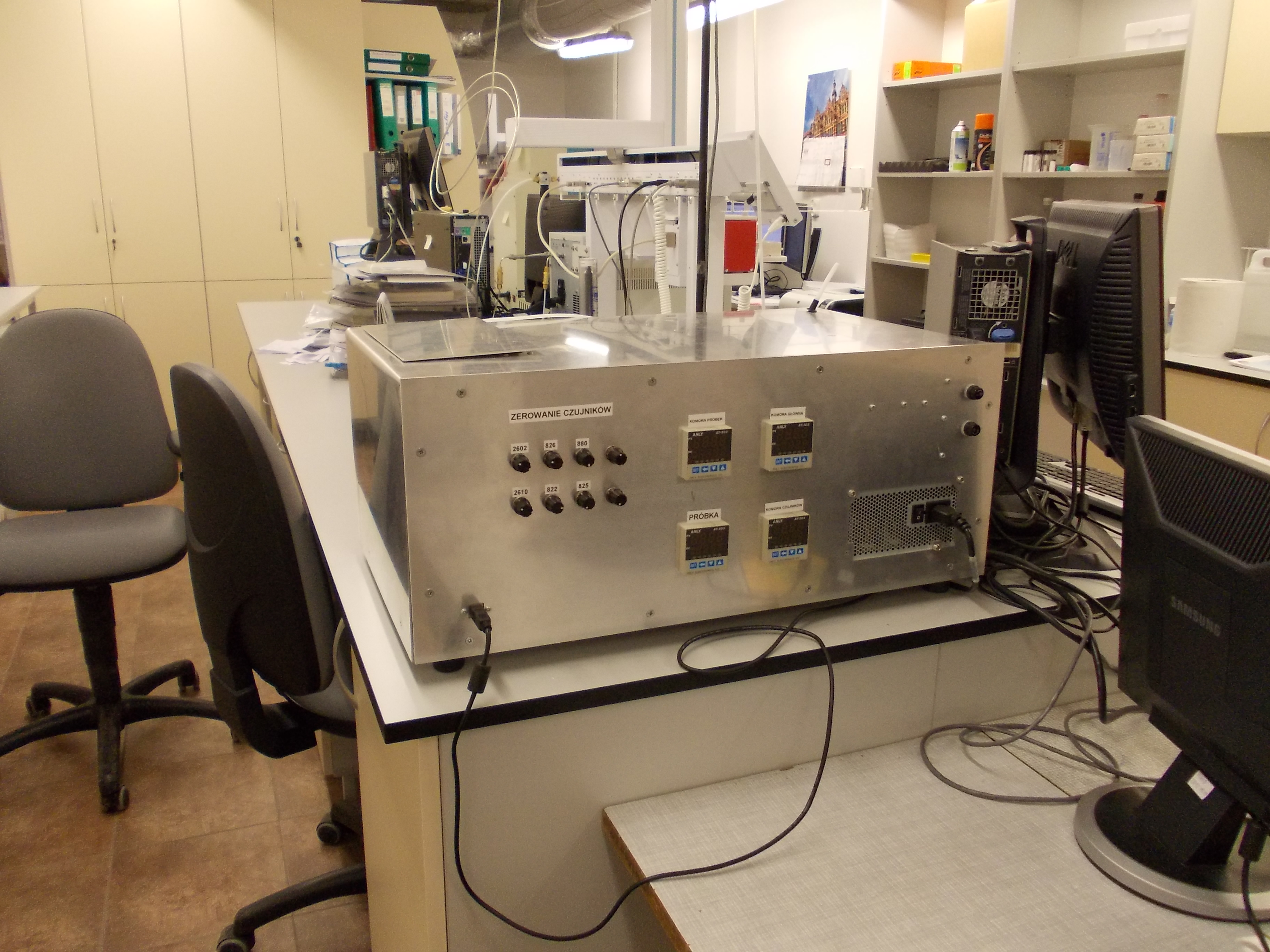
«Електронний ніс», розроблений в Гданськом політехнічному університеті. Він дозволяє швидко проводити аналіз продуктів або зразків повітря.

### У науково-дослідних лабораторіях і для контролю якості
- Відповідність властивостей сировини, проміжних і кінцевих продуктів
- Стабільність характеристик в різних партіях
- Виявлення забруднення, псування і фальсифікації
- Вибору виробника або постачальника
- Моніторинг умов зберігання
- Моніторинг якості м'яса.[15]

### На виробництві
- Облік нестабільності властивостей сировини
- Порівняння з еталонним продуктом
- Вимірювання і порівняння впливу виробничого процесу на продукцію
- Доочистка на місці для ефективності процесу
- Розширення ступеня контролювання / моніторингу
- Контролювання чистоти

### Можливі і перспективні області застосування електронного носу в охороні здоров'я та охороні праці
- Виявлення шкідливих і небезпечних бактерій, таких як MRSA (Methicillin-resistant Staphylococcus Aureus), за створеним ними запахом[16]. Це також дозволяє розпізнати methicillinsusceptible S. aureus (MSSA) серед багатьох матеріалів / речовин. При розміщенні пристрою в вентиляційній системі медустанови це може виявити і відповідно запобігти впливу мікроорганізмів на інших людей або забруднення обладнання багатьма небезпечними і заразними патогенними мікроорганізмами.
- Виявлення раку легенів або інше діагностування шляхом вимірювання концентрації летких органічних сполук, які залежать від стану людини.[17][18][19]
- Контроль якості продуктів харчування, так як електронний ніс можна просто покласти всередину тари, і він однозначно покаже коли продукти почнуть псуватися; або використовувати його для визначення забруднення бактеріями або комахами.[20]
- Носові імплантати дозволяють попереджати про присутність природного газу, у тих людей, який страждають втратою нюху, або тих, у кого слабка нюхова чутливість.
- Brain Mapping Foundation використовує електронний ніс для виявлення ракових клітин у мозку.[21][22][23][24][25][26]

### Можливі і перспективні області застосування правоохоронними органами
- Електронний ніс здатний виявляти речовини, що не мають запаху, робить його ідеальним для поліції, так як собаки не завжди здатні виявити запах наркотиків в присутності інших запахів. Але навряд чи це станеться до того, як вартість електронного носу не знизиться — це занадто дорогий пристрій.
- Електронний ніс також може використовуватися для виявлення вибухових пристроїв в аеропортах. При грамотному розміщенні декількох пристроїв та комп'ютерній обробці їх сигналів можна приблизно визначити місце розташування вибухового пристрою з похибкою в кілька метрів за лічені секунди.

### При захисті навколишнього середовища
- Для виявлення летких органічних сполук в зразках повітря, води і ґрунту.[27]
- Для захисту навколишнього середовища.[28]

У публікаціях описано можливе застосування в таких областях, як визначення смаку і запаху харчових продуктів і напоїв; в фармацевтиці, парфумерії та косметиці; і в хімічній промисловості. Пізніше стало можливим використовувати такі пристрої для контролю за станом атмосфери населених пунктів щодо дратівливих запахів. Оскільки у багатьох джерел забруднень викиди можуть бути дуже непостійні, електронний ніс може використовуватися для відстеження змін і загальних тенденцій (трендів), і для вимірювань в реальному часі. Це дозволяє краще визначити, які джерела забруднень найбільш важливі, і поліпшити регулювання забрудненням повітря. Моделювання ситуації в реальному масштабі часу дозволяє оператору краще зрозуміти, в які періоди часу і за яких умов ризик найбільший. Крім того, наявні в продажу комерційні системи можна запрограмувати так, щоб вони активно попереджали (людей про перевищення концентрації, інтенсивності запаху) для проведення відповідних коригувальних заходів.

## Використання в засобах індивідуального захисту органів дихання (ЗІЗОД)
При використанні ЗІЗОД для захисту людей від газоподібних повітряних забруднень є ряд проблем. Існують респіратори різних конструкцій, і конструктивні відмінності обумовлюють відмінності в ефективності. Справний і сертифікований пристрій не може надійно захистити робітника в разі його застосування в таких умовах, на які він не розрахований конструкцією. Тому стандарти з охорони праці всіх промислово-розвинених країн, що регулюють вибір і організацію застосування ЗІЗОД в рамках повноцінної програми респіраторного захисту, зобов'язують роботодавця коректно визначати забрудненість повітря.
При використанні найбільш поширених фільтруючих ЗІЗОД необхідно своєчасно замінювати противогазні фільтри, так як у всіх типів фільтрів термін служби обмежений. Раніше в СРСР та інших країнах для цього в основному використовували суб'єктивну реакцію органів чуттів робочого на проникання повітряних забруднень під маску при насиченні сорбенту. Однак виявилося, що в багатьох випадках це не дозволяє замінювати фільтри вчасно, і з 1996р в США це заборонили. Для забезпечення своєчасної заміни фільтрів пропонується, крім іншого, використовувати технологію електронного носу для розпізнавання появи шкідливих речовин в товщі сорбенту протигазового фільтра (End of Service Life Indicators, ESLI), що дозволить завчасно попереджати робочого про необхідність покинути забруднену атмосферу.

## Приклади діючих механізмів

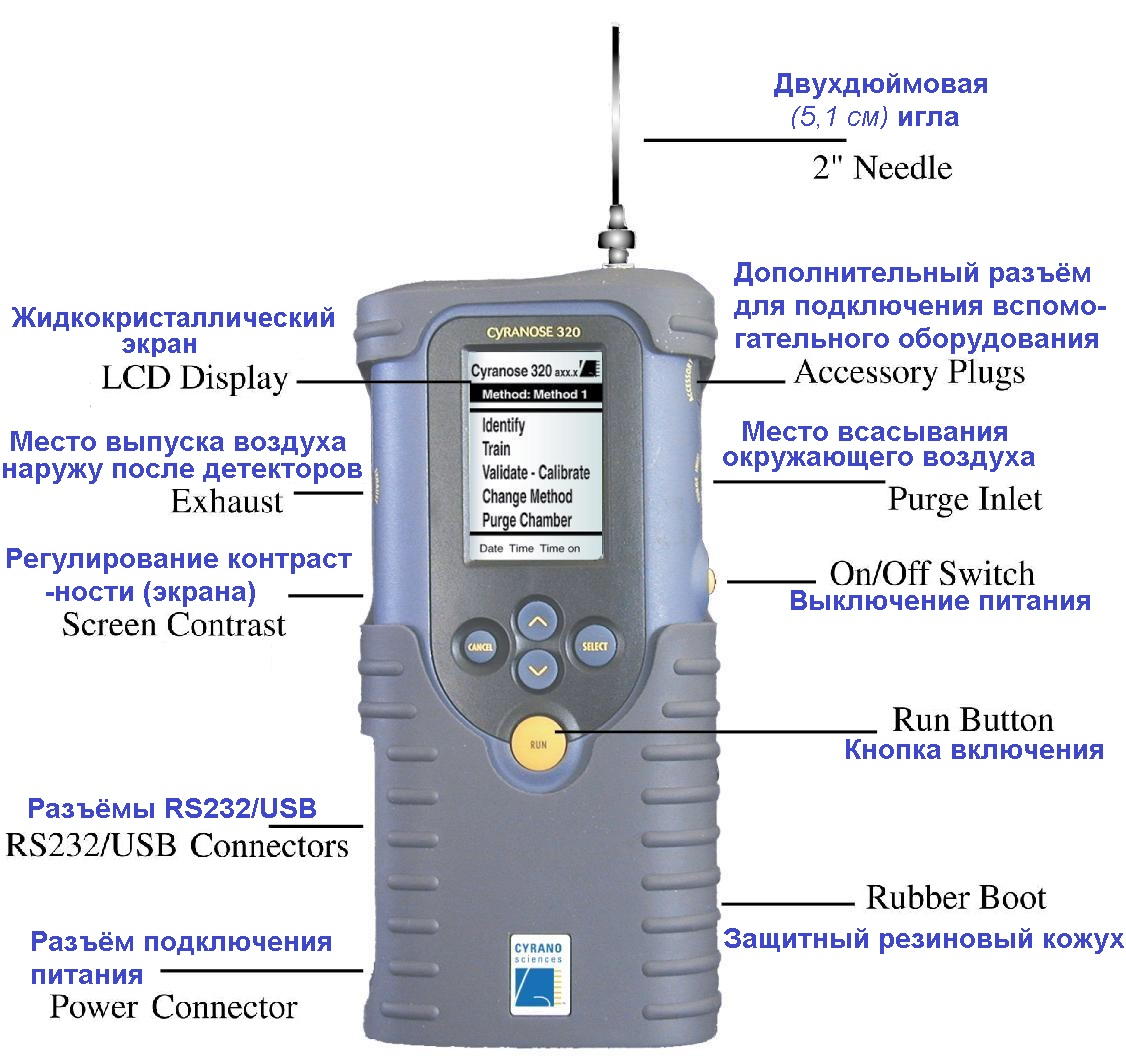
Електронний ніс Cyranose 320, розроблений компанією Cyrano Sciences Inc. з Пасадени (Каліфорнія) в 2000 р

Пристрій Cyranose 320 — це портативний електронний ніс, розроблений компанією Cyrano Sciences Inc. з Пасадени (Каліфорнія) в 2000. Ця компанія була заснована в 1997 р, через 9 років після того, як ідея створення електронного носу, що використовує різні напів-вибіркові датчики в поєднанні з комп'ютерною обробкою їх сигналів була вперше висловлена Гарднером і Бартлетом. Електронний ніс Cyranose 320 розроблений на основі досліджень в області датчиків, що проводилися професором Натаном Льюїсом в Каліфорнійському технологічному інституті. Цей електронний ніс вивчався як засіб виявлення ХОЗЛ, і інших захворювань, а також у промисловості для контролю якості і виявлення забруднень.